# Hudson (Nuevo Hampshire)
Hudson es un pueblo ubicado en el condado de Hillsborough en el estado estadounidense de Nuevo Hampshire. En el Censo de 2010 tenía una población de 24.467 habitantes y una densidad poblacional de 322,96 personas por km².

## Geografía
Hudson se encuentra ubicado en las coordenadas 42°45′38″N 71°24′34″O / 42.76056, -71.40944. Según la Oficina del Censo de los Estados Unidos, Hudson tiene una superficie total de 75.76 km², de la cual 73.35 km² corresponden a tierra firme y (3.19%) 2.41 km² es agua.

### Límites
El término municipal de Hudson limita con los siguientes términos municipales:
| Noroeste: Merrimack | Norte: Litchfield , Londonderry  | Noreste: Windham |
| Oeste: Nashua       |                                  | Este: Pelham     |
| Sudoeste            | Sur: Tyngsborough, Massachusetts | Sudeste          |

## Demografía
Según el censo de 2010, había 24.467 personas residiendo en Hudson. La densidad de población era de 322,96 hab./km². De los 24.467 habitantes, Hudson estaba compuesto por el 92.98% blancos, el 1.35% eran afroamericanos, el 0.13% eran amerindios, el 3.04% eran asiáticos, el 0.02% eran isleños del Pacífico, el 0.86% eran de otras razas y el 1.6% pertenecían a dos o más razas. Del total de la población el 2.92% eran hispanos o latinos de cualquier raza.